# Rikard Nordstrøm
Rikard Hannibal Wilhelm Nordstrøm (Copenaghen, 23 aprile 1893 – Copenaghen, 7 febbraio 1955) è stato un ginnasta danese.

## Palmarès

### Olimpiadi
- 1 medaglia:
  - 1 bronzo (Stoccolma 1912 nel concorso libero a squadre)